# Rów Prokocimski
Rów Prokocimski (także Rów Bieżanowski) – potok w Krakowie. Źródła posiada pomiędzy osiedlami Piaski Wielkie i Wola Duchacka. Po przepłynięciu pod ulicą Wielicką zmienia nazwę na Rów Bieżanowski. Uchodzi podziemnym kolektorem do Drwiny Długiej. Ma długość 4 kilometrów.